# Liste der denkmalgeschützten Objekte in Obertrum am See
Die Liste der denkmalgeschützten Objekte in Obertrum am See enthält die denkmalgeschützten, unbeweglichen Objekte der Gemeinde Obertrum am See.

## Denkmäler
| Foto |                 | Denkmal                                                               | Standort                              | Beschreibung | Metadaten |
| ---- | --------------- | --------------------------------------------------------------------- | ------------------------------------- | --- | --- |
| ja   | Datei hochladen | Wohnhaus, Arzthaus HERIS-ID: 15267 Objekt-ID: 11510                   | Hauptstraße 5 Standort KG: Obertrum   | | BDA-Hist.: Q37773445 Status: Bescheid Stand der BDA-Liste: 2025-06-30 Name: Wohnhaus, Arzthaus GstNr.: .48                                                           |
| ja   | Datei hochladen | Kath. Pfarrkirche hl. Jakobus d. Ä. HERIS-ID: 11855 Objekt-ID: 7975   | Salesianergasse Standort KG: Obertrum | Die im Kern mittelalterliche Pfarrkirche steht in der Ortsmitte und ist vom ummauerten Friedhof umgeben. Das Langhaus wurde nach einem Brand im Jahr 1917 deutlich höher als davor wieder errichtet, der Chor komplett neu gebaut. Die Seitenschiffe wurden in der Barockzeit angebaut. Der Westturm stammt im unteren Teil noch aus der Spätgotik; den barocken Achteckaufsatz samt Doppelzwiebelhelm erhielt er im 18. Jahrhundert. Die Inneneinrichtung ist vorwiegend durch Arbeiten des 20. Jahrhunderts geprägt. | BDA-Hist.: Q26994773 Status: § 2a Stand der BDA-Liste: 2025-06-30 Name: Kath. Pfarrkirche hl. Jakobus d. Ä. GstNr.: .34 Pfarrkirche hl. Jakobus der Ältere, Obertrum |
| ja   | Datei hochladen | Kapelle Guter Hirte, Pfarrhofkapelle HERIS-ID: 15407 Objekt-ID: 11651 | Standort KG: Obertrum                 | Die schlichte Kapelle steht südlich außerhalb des Ortes. Der verschindelte Holzvorbau stammt aus der Zeit um 1715, die eigentliche Kapelle mit rund schließendem Chor und Dachreiter wurde 1744 errichtet. Der Vorbau ist innen mit Elementen des barocken Theaters gestaltet und komplett ausgemalt. | BDA-Hist.: Q37775784 Status: § 2a Stand der BDA-Liste: 2025-06-30 Name: Kapelle Guter Hirte, Pfarrhofkapelle GstNr.: .290 Obertrum Guthirtenkapelle                  |